# Sundochernes brasiliensis
Espèce
Sundochernes brasiliensis est une espèce de pseudoscorpions de la famille des Chernetidae.

## Distribution
Cette espèce est endémique de Santa Catarina au Brésil. Elle se rencontre vers Seara.

## Description
Le mâle holotype mesure 1,15 mm.

## Étymologie
Son nom d'espèce, composé de brasil et du suffixe latin -ensis, « qui vit dans, qui habite », lui a été donné en référence au lieu de sa découverte, le Brésil.

## Publication originale
- Beier, 1974 : Brasilianische Pseudoscorpione aus dem Museum in Genf. Revue Suisse de Zoologie, vol. 81, no 4, p. 899-909 (texte intégral).